# Dirhinus giffardii
Dirhinus giffardii är en stekelart som beskrevs av Filippo Silvestri 1913. Dirhinus giffardii ingår i släktet Dirhinus och familjen bredlårsteklar. Inga underarter finns listade i Catalogue of Life.